# Can Zam
Can Zam – stacja początkowa metra w Barcelonie, na linii 9. Zlokalizowana jest przed stacją Singuerlín. Została otwarta 13 grudnia 2009.